# Sara de Sancto Aegidio
Sara de Sancto Aegidio oder Sara von St. Gilles (bl. 1326 in Marseille) war eine französische Medizinerin des 14. Jahrhunderts. Sie ist die einzige mittelalterliche Jüdin, von der dokumentiert ist, dass sie Medizin unterrichtete.
Sara, die Witwe des Mediziners Avraham aus St. Gilles, ist bekannt durch einen Lehrvertrag, datiert auf den 28. August 1326. Darin nahm sie Salves (Salvetus) de Burgonovo, Davids Sohn, für die Dauer von sechs Monaten (bis zum nächsten Pessachfest) als ihren Schüler in Medizin und Physik an. Salves, der aus Salon-de-Provence stammte, sollte während seiner Ausbildung von Sara Kost, Logis und Kleidung erhalten und dafür alle Honorare, die er in dieser Zeit eventuell erhielt, an seine Lehrmeisterin abtreten. Darüber hinaus wurde keine Bezahlung für die Ausbildung vereinbart. Da die Studienzeit recht kurz war, vermutet Joseph Shatzmiller, dass Salvetus bereits gute Vorkenntnisse mitbrachte. Vermutlich war Sara in Marseille offiziell oder halb-offiziell als Medizinerin anerkannt, ein Status, den mehrere jüdische Frauen im Mittelalter hatten, der von den christlichen Behörden aber offenbar nur widerwillig verliehen wurde.
Der Lehrvertrag erlaubt für die Zeit vor der Großen Pest Einblicke in die Ausbildung jüdischer Mediziner, denen ein Medizinstudium an Universitäten verwehrt war. Seit 1250 und verbindlich seit 1300 mussten alle Mediziner in Südeuropa eine Prüfung ablegen, bevor ihnen erlaubt wurde, in einer Stadt zu praktizieren. Auch die jüdischen Kandidaten mussten für die licentia practicandi nicht nur praktische ärztliche Fähigkeiten nachweisen, sondern auch Kenntnisse in dem, was damals als Hilfswissenschaft der Medizin betrachtet wurde: Logik, Mathematik, Physik, Astronomie und Metaphysik. Das Prüfungsverfahren eröffnete den jüdischen Medizinern und den Medizinerinnen unabhängig von ihrer Religionszugehörigkeit eine legale Möglichkeit, den Arztberuf auszuüben. Wenn Sara de Sancto Aegidio einen Schüler annahm, um ihn für diese Prüfung zu trainieren, so ist es sehr wahrscheinlich, dass sie zu dem Kreis jüdischer und nichtjüdischer Frauen gehörte, die die Prüfung selbst abgelegt hatten.
Weitere Archivalien aus Marseille, die Sara de Sancto Aegidio erwähnen, sind nicht bekannt, damit auch keine zusätzlichen Informationen zu ihrer Biografie.